# Das Schicksal von Jean Morénas

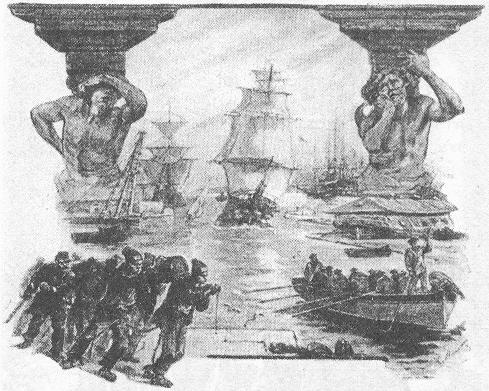
Illustration des Zeichners George Roux zu der Kurzgeschichte Das Schicksal von Jean Morénas

Das Schicksal von Jean Morénas (La Destinée de Jean Morénas) ist eine Kurzgeschichte des französischen Autors Michel Verne. Sie wird meist Jules Verne zugeschrieben, da sie auf Jules Vernes Manuskript der Geschichte Pierre-Jean beruht, die Verne 1851 schrieb. Michel Verne nahm die Geschichte in den 1910 erschienenen Sammelband Hier et demain (Gestern und morgen) auf.

## Handlung
Die Original-Geschichte von 1851 beschreibt die Flucht von Jean Morénas aus dem Arbeitslager von Toulon. Der Kaufmann Bernardon hilft Jean Morénas bei der Flucht und sichert dessen Zukunft in den Vereinigten Staaten.
Jean Morénas ist für ein Verbrechen eingesperrt worden, das er nicht begangen hat. Er wurde beschuldigt, seinen Onkel Tisserand ermordet zu haben. In Wirklichkeit hat jedoch sein Bruder Pierre die Tat verübt. Dieser taucht unter falschem Namen unter. Jean sitzt unschuldig im Gefängnis. Ihm gelingt allerdings die Flucht. Zurück in der Freiheit geht er zuerst in sein Heimatdorf zurück, um zu sehen, wie es seiner früheren großen Liebe Marguerite geht. In ihrer Gesellschaft trifft er den Mann wieder, der ihn durch seine Falschaussage vor Jahren in das Gefängnis gebracht hat. Jeans Liebe für Marguerite ist jedoch immer noch sehr groß. Aus Furcht, sie zu verletzen, unternimmt er nichts gegen den Denunzianten.

## Ausgaben (Auswahl)
- Jules Verne, Michel Verne: Der Humbug. Edition Dornbrunnen, 2011, ISBN 978-3-943275-00-1.